# Gentilhomme ivre
Gentilhomme ivre – en italien Gentiluomo ubriaco – est un tableau réalisé par le peintre italien Carlo Carrà en 1916. Cette huile sur toile est une nature morte métaphysique qui représente une tête masculine sculptée à côté d'une bouteille qui semble elle aussi être en pierre. L'œuvre est conservée dans une collection privée à Milan.